# Mark-Paul Gosselaar
Mark-Paul Gosselaar est un acteur américain né le 1er mars 1974 à Panorama City, Californie. Il est surtout connu pour son rôle de Zack Morris dans la série Sauvés par le gong. Il a aussi incarné l'inspecteur John Clark dans la série NYPD Blue qui fit équipe avec Andy Sipowicz alias Dennis Franz. Entre 2019 et 2021, il est l'un des personnages principaux de la série Mixed-ish.

## Biographie
Mark-Paul, souvent surnommé "M-P", "Koo Coo" ou "Humpy", est le fils de Hans Gosselaar, né aux Pays-Bas, et Paula Gosselaar, née van Den Brik, d'origine indonésienne et néerlandaise. Il a également un frère et deux sœurs plus âgés, tous nés aux Pays-Bas : Mike, Linda et Sylvia. Avant de devenir acteur, il veut être architecte. Passionné par le sport, il pratique le motocross en professionnel, le hockey, le football, le ski, le surf, le taekwondo, le golf, entre autres. Il mesure 1,83 m, a les cheveux châtains et les yeux marron ; ses acteurs préférés sont Robert De Niro et Jack Nicholson.
En 1993, sur le tournage du 3e épisode de Sauvés par le gong, les années lycée, il rencontre celle qui deviendra sa femme : Lisa Ann Russell. Leur mariage est célébré sur l'île d'Hawaii le 26 août 1996, et de leur union sont nés deux enfants : Michael Charles Gosselaar, le 31 janvier 2004 ; et Ava Lorenn Gosselaar, le 7 mai 2006. Mark-Paul vit en famille à Castaic en Californie, jusqu'à la rupture du couple : le 18 juin 2010, il se rend au tribunal de Los Angeles afin de demander officiellement le divorce deux semaines après l'annonce de sa séparation. D'après le document officiel, le jeune homme demande la garde alternée de ses deux enfants. Pendant l'été 2011, l'acteur demande la main de sa nouvelle compagne, Catriona McGinn. Le 28 juillet 2012 Mark-Paul Gosselaar épouse Catriona McGinn en Italie. Ensemble ils ont un fils, Dekker (né en 2013), et une fille, Lachlyn (née en 2015).
Le 19 juin 2019, il obtient l'un des rôles principaux de la série Mixed-ish.

## Filmographie

### Cinéma
- 1993 : Le sauvetage des loups (White Wolves: A Cry in the Wild II) : Scott
- 1994 : The St. Tammany Miracle : Carl
- 1995 : Twisted Love : D.J.
- 1996 : Coup de circuit (Sticks and Stones) : Dale
- 1996 : Specimen : Mike Hillary
- 1996 : Kounterfeit (en) de John Mallory Asher : Paco / Danny
- 1998 : Un cadavre sur le campus (Dead Man on Campus) : Cooper Frederickson
- 2015 : Bus 657 : Marconi
- 2016 : Precious Cargo : Jack

### Télévision

#### Séries télévisées
- 1986 : Les Routes du paradis : Rolf Baldt (saison 2, épisode 21 "The Torch")
- 1986 : La Cinquième Dimension ("The Twilight Zone") : le fils de Ross Conrad
- 1987 : Bonjour, miss Bliss ("Good Morning, Miss Bliss") : Zack Morris
- 1989 - 1993 : Sauvés par le gong : Zack Morris (86 épisodes)
- 1994 : Sauvés par le gong : Les Années lycée : Zack Morris (19 épisodes)
- 1998 : Hyperion Bay ("Hyperion Bay") : Dennis Sweeny
- 2000 : D.C. ("D.C.") : Pete Komisky (7 épisodes)
- 2001-2005 : New York Police Blues : Détective John Clark, Jr (87 épisodes)
- 2001 : New York, unité spéciale : Wesley Jansen / Peter Ivanhoe (saison 3, épisode 7)
- 2005 : Commander in Chief : Richard 'Dickie' McDonald
- 2005 : Over There : John Moffet (2 épisodes)
- 2006 : 100 Greatest Teen Stars : Star ado nº 58
- 2007 : John from Cincinnati : Jake Ferris (3 épisodes)
- 2008 : Raising the Bar : Justice à Manhattan : Jerry Kellerman (25 épisodes)
- 2010 : Rizzoli and Isles : Garrett Fairfield (
- 2010 : Weeds : Jack (saison 6, épisode 8)
- 2011 - 2014 : Franklin and Bash : Peter Bash (40 épisodes)
- 2012 : Don't Trust the B---- in Apartment 23 : lui-même (saison 2, épisode 1)
- 2014 : Les Experts : Jared Briscoe et Paul Winthrop (saison 15, épisode 1,6,13 et 18)
- 2015 : Truth Be Told : Mitch (10 épisodes)
- 2016 : Pitch : Mike Lawson (10 épisodes)
- 2018 : Nobodies : lui-même (7 épisodes)
- 2019 : The Passage : Brad Wolgast (10 épisodes)
- 2019 : Mixed-ish : Paul Johnson (36 épisodes)
- 2020-2021 : Sauvés par le gong : Zack Morris (7 épisodes)
- 2023: Found : Hugh "Sir" Evans
- 2023: Will Trent :  Paul Campano

#### Téléfilms
- 1988 : Necessary Parties : Chris Mills
- 1994 : For the Love of Nancy : Tommy
- 1996 : Brothers of the Frontier : Hiram Holcomb
- 1996 : L'innocence perdue (She Cried No) : Scott Baker
- 1997 : Mort sur le Campus (Dying to Belong) : Steven Tyler
- 1997 : La Route du cauchemar (Born Into Exile) : Chris
- 2001 : The Princess & the Marine : Jason Johnson
- 2001 : Beer Money : Tim Maroon
- 2002 : Alikes : Chris
- 2002 : Alerte maximum (Atomic Twister) : Deputé Jake Hannah
- 2011 : Les Douze Noël de Kate : Miles Dufine

## Distinctions

### Récompenses
- 1991 : Young Artist Awards du meilleur jeune acteur dans une série télévisée comique pour  Sauvés par le gong

### Nominations
- 1989 : Young Artist Awards du meilleur jeune acteur dans une série télévisée comique pour Bonjour, miss Bliss
- 1990 : Young Artist Awards de la meilleure jeune distribution dans une série télévisée comique pour  Sauvés par le gong partagé avec Tiffani Thiessen, Mario López, Dustin Diamond, Elizabeth Berkley et Lark Voorhies.
- 1992 : Young Artist Awards du meilleur jeune acteur dans une série télévisée comique pour  Sauvés par le gong
- 1993 : Young Artist Awards du meilleur jeune acteur dans une série télévisée comique pour  Sauvés par le gong

## Voix francophones
En France, Emmanuel Curtil est la voix la plus régulière de Mark-Paul Gosselaar. Denis Laustriat et Anatole de Bodinat l'ont également doublé à quatre et trois reprises.